# Потоцкая, София Константиновна
София Константиновна Глявоне, в первом браке Витт, во втором браке Потоцкая, также известная как София де Челиче (12 января 1760, Бурса — 24 ноября 1822, Берлин) — константинопольская куртизанка греческого происхождения, по одной из легенд была наложницей султана, сожительница многих знаменитостей, шпионка и авантюристка, сумела стать польской аристократкой (титулованная графиня). Завсегдатайка европейских аристократических салонов, одна из самых колоритных фигур в истории Польши, почитаемая современниками как женщина исключительной красоты и обаяния, прозванная современниками «прекрасной фанариоткой» или «прекрасной гречанкой» (фр. la belle phanariote). Известна также блестящим интеллектом, хитростью, отсутствием угрызений совести и многочисленными романами, а также основанием парка «Софиевка».

## Биография

### Происхождение
Существует две версии происхождения Софии.
По версии самой Софии, она происходила из знатного рода Панталиса Маврокордато, который принадлежал к царской греческой семье, породнённой с византийскими императорами, и, якобы, являлась дочерью правнучки Панталиса и греческого магната Челиче.
Согласно версии папского интернунция в Константинополе поляка Кароля Боскамп-Лясопольского, София родилась в 1760 году 1 января (11 января по новому стилю) в турецком городе Бурса и была дочерью небогатого торговца скотом грека Константина. В 1772 году, когда Софии было 12 лет, Константин с женой Марией и двумя дочерьми переехал в Константинополь, и семья поселилась в греческом районе Фанар. Около 1775 года Константин умер, а мать Софии Мария вышла замуж за армянина, который также вскоре умер. Во время большого пожара в Константинополе сгорел их дом. Оставшись совсем без средств, Мария, по примеру своей младшей сестры, бывшей жены купца Главани, стала константинопольской куртизанкой и сводницей. Мария промышляла в районе Пэра, где находились иностранные посольства. В мае 1777 года Мария привела свою дочь Дуду (так звали Софию в семье) Боскамп-Лясопольскому. Красота Софии так поразила посла, что он поселил её в своем дворце и нанял для неё учителя французского языка.

### София и Боскамп-Лясопольский
София сопровождала Боскампа на полуофициальные дипломатические приемы, стала вхожа в круг дипломатов и их семей, бывала на загородных прогулках в окрестностях Константинополя. 27 мая 1778 года Боскамп отбыл в Варшаву. Перед отъездом Боскамп снял для Софии квартиру у турецкого переводчика, дал деньги на текущие расходы и положил в банк на её имя 1500 пиастров, в качестве приданого. София и Боскамп переписывались, и в декабре 1778 года София получила от Боскампа приглашение приехать к нему с обещанием со временем выдать её замуж за богатого купца. В январе 1779 года София начала своё путешествие через Болгарию в Польшу в сопровождении назначенных Боскампом опекунов, но до Варшавы не доехала.

### София и Юзеф Витт

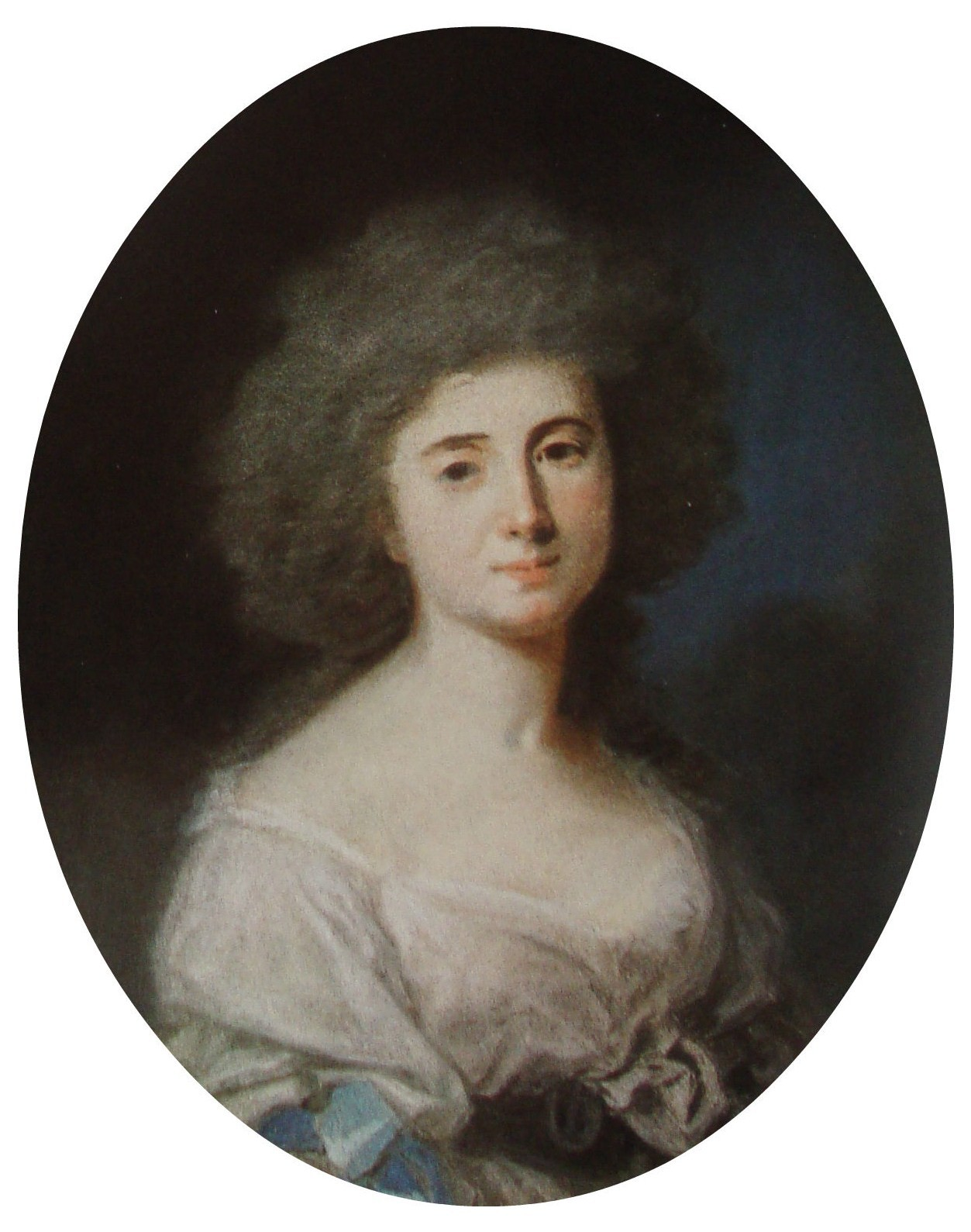
София Константиновна Витт

В апреле 1779 года София прибыла в Каменец, где познакомилась с 39-летним сыном коменданта Каменецкой крепости майором Юзефом Виттом. Она рассказала Витту о своём знатном происхождении и представилась Софией де Челиче, рассказав, что едет к своему жениху Боскампу в Варшаву. Юзеф Витт безумно влюбился в «прекрасную гречанку», и 14 июня 1779 года София и Юзеф без благословения родителей жениха, но с разрешения каменецкого епископа Адама Красинского были обвенчаны в костёле села Зиньковцы. Отец Юзефа пришёл в ярость от поступка сына, однако, поддавшись очарованию Софии, согласился признать этот брак. Семья Виттов была заинтересована в распространении версии аристократического происхождения Софии. Подтвердил эту версию происхождения Софии и прибывший в Каменец дядя Софии — купец Глявоне, бывший муж тёти Софии. Глявоне прибыл в Каменец, чтобы воспользоваться удачным браком Дуду в своих коммерческих делах. Вскоре София с помощью Боскампа организовала дяде должность переводчика восточных языков в представительстве короля в Варшаве. А в 1781 году Юзеф Витт и его молодая жена София отправились путешествовать по Европе.
Вначале супруги посетили Варшаву. В начале марта 1781 года София была представлена королю Станиславу Августу. Молодая женщина пришлась ко двору, и с этого времени майор Юзеф Витт стал просто мужем славной Софии. Почти на два месяца София задержалась в Варшаве. Там, где она появлялась, все сходили с ума от восхищения. После Варшавы супруги посетили Берлин, где София была представлена королю Пруссии Фридриху II. В курортном городе Спа София была представлена австрийскому императору Иосифу II, который был так обворожён, что в одном из своих писем к сестре, французской королеве Марии-Антуанетте, рекомендовал принять Софию.
София воспользовалась рекомендацией и была принята Марией Антуанеттой в её резиденции — Малом Трианоне, который в то время перестраивался в пейзажный парк, и, возможно, там София впервые захотела построить подобный парк. В Париже на Софию обратили внимание граф Прованский, впоследствии король Людовик XVIII, и молодой граф д’Артуа, будущий французский король Карл X. Супруг майор был потрясен успехом жены при европейских королевских дворах.
17 ноября 1781 года у Софии в Париже родился сын Ян. Когда это известие дошло до польского короля, тот почему-то лично посетил Каменец и поздравил отца Юзефа Витта с рождением внука. Растерянному деду, который был генерал-майором, тут же присвоили звание генерал-лейтенанта, а Станислав Август вызвался быть крёстным новорожденного. В 1782 году молодожены возвратились в Каменец, посетив по дороге Вену, Моравию, Словакию и Галичину. В 1785 году, отец Юзефа Витта умер, и новым комендантом Каменца был назначен уже генерал Юзеф Витт.

### Графиня
Вскоре София стала величаться графиней де Витт. Между Юзефом Виттом и князем Потёмкиным состоялись торги, в результате которых по просьбе Потёмкина император Австрии присвоил Юзефу Витту звание графа Священной Римской империи. Граф Юзеф де Витт также получил от Потёмкина генеральский чин с назначением комендантом Херсона с окладом 6 000 рублей серебром в год.

### Путешествие в Константинополь
В 1787 году София в компании польских магнатов посетила Константинополь. Среди туристов была и дочь короля, жена коронного маршала Урсула Мнишек. Софию в Константинополе встречали как царицу, греческие аристократы желали лично приветствовать успешную соотечественницу. Знаки внимания, оказываемые Софии, начали раздражать её спутников, особенно раздражалась Урсула Мнишек. Спутники Софии далее путешествовали уже без неё; вероятно, что в Константинополе им стали известны некоторые подробности её молодости. После этой поездки Софию в Варшаве ждал гораздо более прохладный приём.
В мае 1788 года София ездила с герцогом Шарлем-Жозефом де Линем, который состоял на военной службе в России, в Хотин, осажденный тогда российскими войсками, потом часто проводила время в русском лагере среди военных. Контакты Софии с россиянами вызвали недовольство поляков комендантом Каменца. В 1789 году де Витт прибыл с Софией в Варшаву и стал добиваться разрешения на продажу должности коменданта, но ему было отказано. Это привело к его разрыву с Польшей.

### София и Потёмкин
Нет точных сведений, когда София познакомилась с главнокомандующим российской армии в русско-турецкой войне (1787—1791) генералом-фельдмаршалом Потёмкиным.
В 1789 году София появляется под Очаковом в военном лагере главнокомандующего российской армии Григория Потёмкина, фаворита Екатерины II. Царица к тому времени уже охладела к князю Таврическому, и прекрасная фанариотка пришлась малороссийскому наместнику по душе. В её честь Потёмкин устраивал балы, приемы. «Светлейший» князь назначает мужа Софии военным губернатором Херсона, присваивает звание генерала российской армии и назначает огромный годовой оклад в 6000 рублей, чтобы только красавица-жена была поблизости, а муж не препятствовал их связи.
По просьбе Потёмкина, царица приняла её очень ласково и подарила драгоценные бриллиантовые сережки, а в придачу, вероятно, и имение в Белоруссии. На обратном пути Потёмкин виделся на Украине с командующим польской армии Юзефом Понятовским, через которого София передала привет королю. В ответ король написал своему племяннику: «Когда будешь иметь возможность, передай Виттовой, что я безгранично благодарен ей за все то, что она тебе сказала в мой адрес и что я всегда рассчитываю на её приязнь ко мне» (письмо от 28 августа 1791 года).
По дороге в Яссы Потёмкин заболел. По дороге из Ясс в Николаев, князь умирает на руках у своей племянницы Александры Браницкой. Так София осталась без своего всесильного покровителя.

### Знакомство Софии с Екатериной II
Существует несколько версий датировки этого знакомства. По одной из них знакомство состоялось в 1787 году, когда София Витт в составе свиты короля Понятовского была представлена российской императрице Екатерине II во время монаршего путешествия в Крым.
По второй версии, знакомство состоялось зимой 1787-88 гг., когда, по слухам, София ездила в Петербург, чтобы отчитаться перед императрицей о выполнении какого-то задания.
По третьей версии, знакомство состоялось 18 марта 1791 года. После взятия российскими войсками неприступной, как считалось, турецкой крепости Измаил, Потёмкин выехал в Петербург и позаботился о приглашении туда супругов Виттов.

### София и Станислав Щенсны Потоцкий

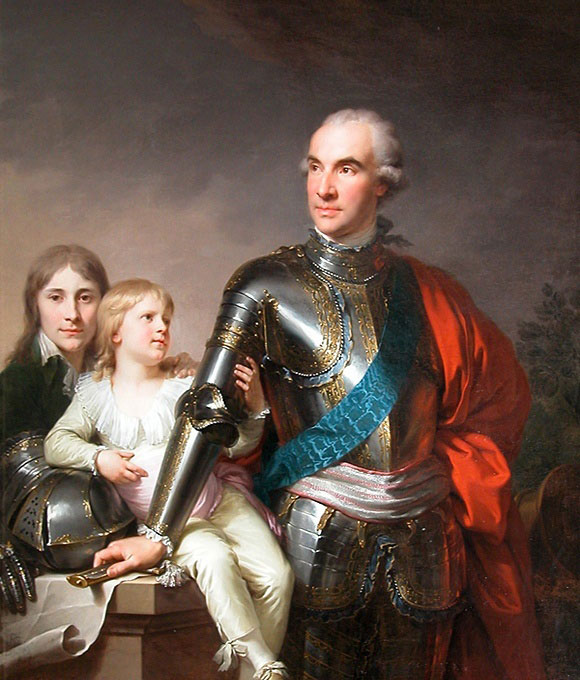
Станислав Потоцкий с сыновьями от первого брака, 1790 год

София Витт недолго находилась в трауре. На балу в Яссах «прекрасная фанариотка» впервые встретила Станислава Потоцкого. София пустила в ход все свои чары, чтобы завладеть сердцем самого богатого магната Украины. И ей это удалось. Отец одиннадцати детей и муж Юзефины Мнишек появляется в Петербурге и просит разрешения на развод у российской императрицы Екатерины II.
Историк Иосиф Ролле утверждал, что София, будучи агентом Потёмкина, склонила Потоцкого к борьбе против новой польской конституции, но этому нет никаких доказательств. Когда король понял, что Потоцкий, Северин Ржевуский и Ксаверий Браницкий задумали не подчиняться новой конституции, в Яссы был направлен Станислав Костка Потоцкий — уговорить магнатов приехать в Варшаву и признать конституцию. Последний писал королю: «Я уверен, что без этого злостного негодяя (подразумевается Ржевуский) я с Виттовой заставил бы генерала прислушаться к голосу разума, мало того, она в этом деле оказывала мне всестороннюю помощь и принесла Ржевускому неприятностей». Не дождавшись возвращения посланца из Ясс, польский сейм 27 января 1792 года постановил лишить Станислава Потоцкого и Северина Ржевуского всех государственных должностей.
В мае 1795 года Станислав Щенсны Потоцкий решил развестись с Юзефиной и возвратиться в свои имения. В конце июня 1795 года он отплыл кораблем из Любека в Петербург, где при дворе российской императрицы проживала его жена, статс-дама Юзефина. Чтобы начать бракоразводный процесс с Юзефом де Виттом, София с детьми Потоцкого Константином (родился в 1793 году) и Николаем (родился в 1794 году) спустя некоторое время выехала через Познань и Варшаву во Львов. По дороге София часто писала Потоцкому письма. 17 июля 1795 года София остановилась в городке Неборове у княгини Елены Радзивилл. 18 июля хозяйка повезла Софию в свой парк «Аркадия», построенный в романтическом стиле с использованием элементов греческой мифологии. Текст одного из этих писем объясняет возникновение идеи строительства знаменитого парка «Софиевка»:
После обеда поехали посмотреть Аркадию. Тяжело себе вообразить что-то лучшее и более романтическое. Ты знаешь Аркадию, но видел её 10 лет назад. Представь себе, как могут вырасти молодые деревья за 10 лет и как много здесь сделано для улучшения этого места… в Аркадию я влюблена безумно; нет в мире ни одного вида цветов и экзотических растений, которые бы здесь не росли. Гуляя садами Аркадии, я ощущала, что в разгаре лета переживаю опять весну и каждое дерево как будто говорит: «Мне здесь хорошо!» Аркадия очень напоминает Крым; ты знаешь, что в тех местах при твоих возможностях можно было бы иметь в течение двух лет такую же, а может и более прекрасную Аркадию, ибо там не нужно искусственных насаждений? Правда, мой милый друг, что мы будем иметь сельцо в Крыму?
В следующем письме от 19 июля 1796 года София дополнила свою просьбу пожеланием: «.. если будем иметь усадьбу в Крыму, прикажешь установить там органы так же, как в Радзивилловой в Аркадии?…».

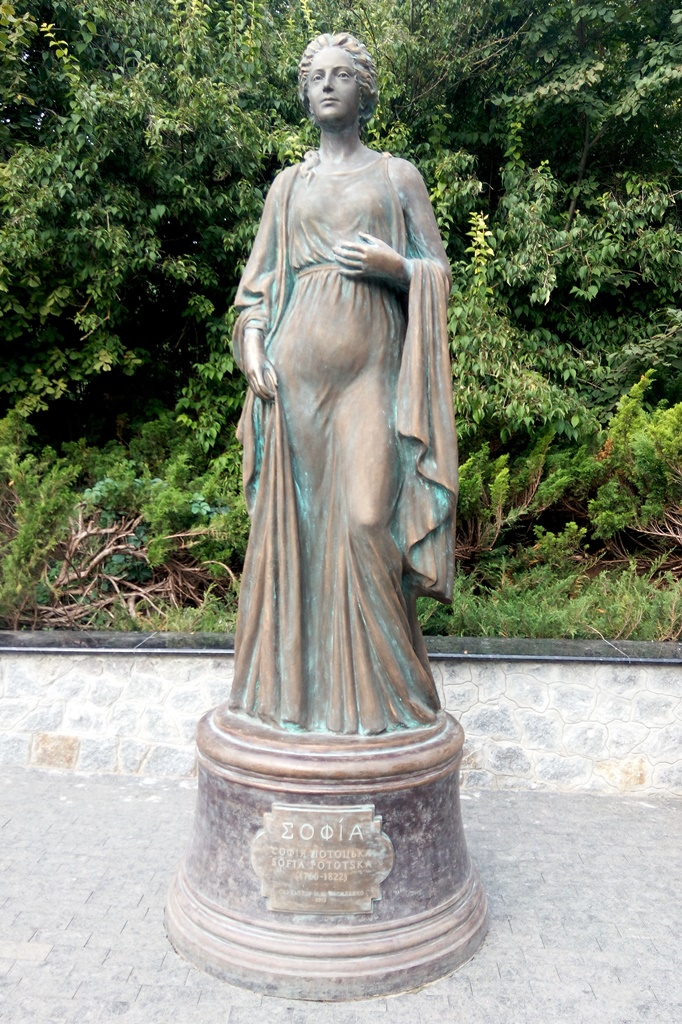
Памятник Софии Потоцкой в Национальном дендрологическом парке «Софиевка», Умань

Потоцкий в Петербурге согласия на развод не получил, так как Юзефину поддерживала Екатерина II. В начале осени 1795 года Станислав Щенсны Потоцкий прибыл в Умань, поскольку в Тульчин время от времени наведывалась Юзефина, надеясь сберечь брак с Потоцким. В феврале 1796 года София также приехала в Умань и увидела город впервые. Вскоре был окончательно оформлен её развод с Юзефом де Виттом. Потоцкому развестись с женой удалось только после смерти Екатерины II.
Венчание графа Потоцкого с Софией произошло 17 апреля 1798 года в Тульчине при участии православного и католического священников в православной церкви, которая после присоединения Правобережной Украины к России в 1793 году заменила униатский костёл. Граф Комаровский вспоминал о своём пребывании у генерал-губернатора Гудовича в Каменце:

Я видел однажды за столом у графа Гудовича то, что только можно видеть в одной Польше, — жену, сидящую между двумя мужьями. Это была графиня Потоцкая; по одной стороне у неё сидел граф Потоцкий, а по другой граф Витт, прежний её муж, и чтобы довершить сию картину, напротив графини сидел бискуп Сераковский, который делал её развод и совершал второй брак.
От брака с Потоцким София имела трёх сыновей — Александра (родился в 1798), Мечислава (родился в 1800), Болеслава (родился в 1805) — и двух дочерей-красавиц, из которых графиня Софья была замужем за графом П. Д. Киселёвым, а графиня Ольга (1802—1861) — за Л. А. Нарышкиным.

### Вдовство и борьба за наследство

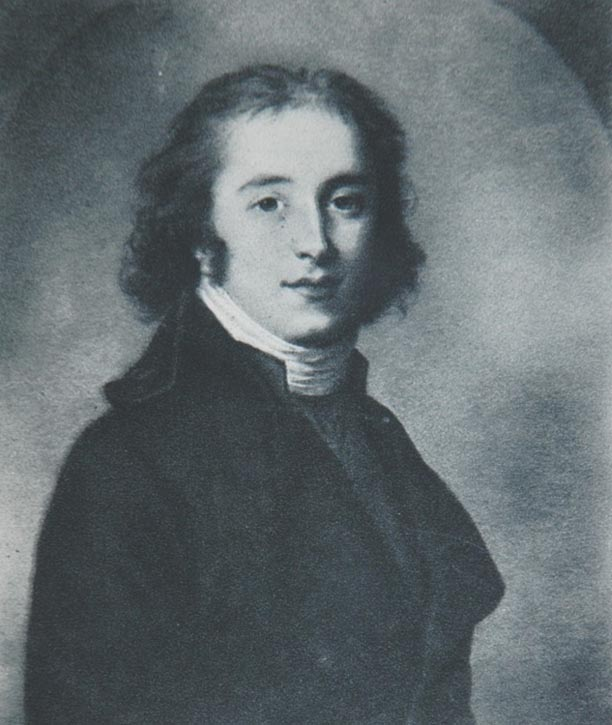
Ежи Потоцкий, 1795 год

После политической трагедии 1795 года Станислав Потоцкий вынужден был пережить на склоне лет страшную личную и семейную драму. София состояла в интимной связи со старшим сыном Потоцкого Ежи (Юрием) (1776—1808). Разница в возрасте между мачехой и пасынком была 16 лет. По свидетельствам польских биографов Софьи Витт-Потоцкой, её связь с пасынком не могла оставаться долго тайной для мужа. Станислав Щенсны Потоцкий уединился, предался мистицизму, подпал под влияние польских «иллюминатов» и 15 марта 1805 года скончался. Умирая, Потоцкий не пожелал проститься с женой.
Оставшись вдовой, София оказалась в трудном положении. На раздел наследства претендовали многочисленные потомки Потоцкого (от первого брака у него было 11 детей). Все они, за исключением Ежи, влюблённого в мачеху, выступали против Софии. Они хотели объявить второй брак отца недействительным, а детей от этого брака признать незаконными.
София принялась отчаянно бороться, в конце 1805 года она с детьми выехала в Петербург, надеясь добиться специального императорского указа с признанием за ней равного права на участие в наследстве. В столице она провела несколько месяцев, ища защиты у влиятельных чиновников.
Вмешательство императора произошло благодаря стараниям сенатора Н. Н. Новосильцева, поддавшегося обаянию 46-летний графини Софии. Сохранились её письма к сенатору за 1806—1810 гг., они относятся к началу их романа. Выдвинутые семейством Потоцких претензии и сомнения должен был окончательно разрешить петербургский Сенат, и поддержка Новосильцева была очень важна. От хлопот, связанных с претензиями пасынков, София не освободилась до конца жизни.

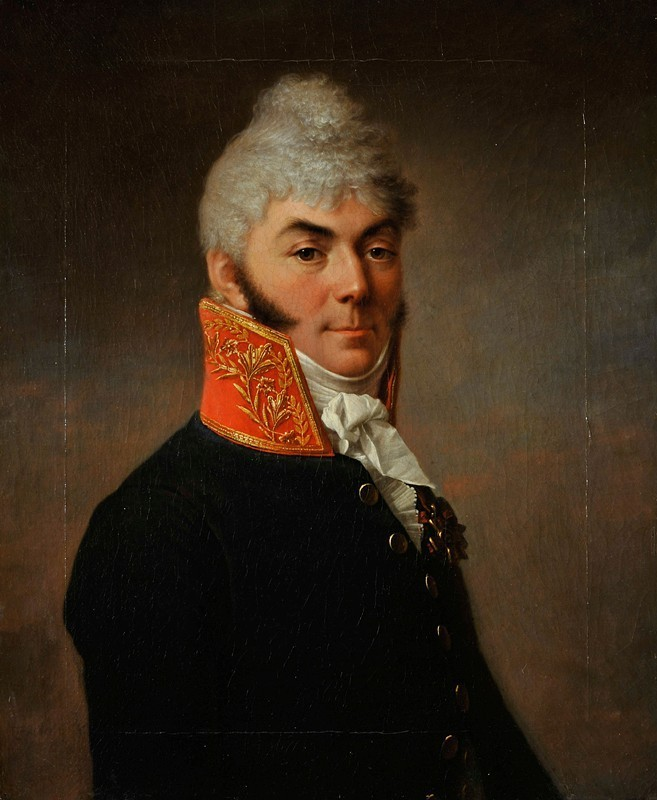
Н. Н. Новосильцев

Предметом немалых хлопот в романе Софии с Новосильцевым был пасынок Ежи, который докучал своей навязчивостью и сценами ревности. Ещё хуже он вел себя в качестве временного управителя владений покойного отца. «С этого момента началась сумасшедшая жизнь в Тульчине. Мачеха в объятиях пасынка была царицей в толпе шулеров и сорви-голов, стекавшихся сюда чуть ли не из целой Европы». Ежи Потоцкий проводил дни и ночи за фараоном и, наконец, позабыл о своей страсти к мачехе.
Четыре года в Софиевке царили разврат, пьянство и карты. Проиграно было 13 миллионов рублей, все это роняло репутацию графини Потоцкой. Видя, что её дом превращается в притон, София настаивала на поездке Ежи за границу, на лечение. Был заключен договор, который обеспечивал ему пожизненный доход в размере 15 тысяч дукатов ежегодно. Взамен София становилась владелицей всех имущественных прав пасынка и вместе с тем приняла все его долги.
В 1808 году Ежи выехал во Францию, в своих письмах он писал мачехе о любви и просил денег. София выполняла его просьбы и просила образумиться, но туберкулёз, ревматизм и наконец венерическая болезнь в 1809 году привели к смерти Ежи. София очень болезненно восприняла эту смерть.

### Последние годы
С 1810 года Софья Потоцкая вступает в последний период своей жизни и «нравственно хорошеет». Она всё более озабочена искуплением грехов, благотворительной деятельностью, воспитанием детей. Бурная жизнь, полная увлечений и приключений, отходит в прошлое. София становится под старость добродетельной «матроной», старается забыть прежнюю жизнь и сохраняет преданную память только Потёмкину, которого до конца «жалела, как родного брата».
В это время в доме Потоцких произошёл неслыханный скандал. Сын Мечеслав похитил у матери все драгоценности и через лакея передал, чтобы София убиралась из Тульчина, обзывал её оскорбительными словами.
Разъярённая София с остальными детьми поселяется в Умани в своём дворце на Дворцовой площади (при Советской власти — училище механизации). Мечеслава государь велел посадить в Петропавловскую крепость.
В начале 20-х годов София тяжело заболела — рак матки. Надеясь на немецких врачей, София едет в Берлин. В конце 1822 года она скончалась, завещав похоронить себя в Умани. Тело Софии забальзамировали, одели в красивое платье, посадили в карету, вложив в одну руку букет, в другую веер, и перевезли в таком виде через границу. В Умани её оплакивали, так как последние годы она занималась благотворительностью. Когда везли гроб с телом Софии, то на расстоянии 10 вёрст по дороге были расставлены бочки со смолой, куда окунали факелы и зажигали, освещая дорогу, так как шествие проходило ночью при большом стечении народа. Похоронили Софию в склепе под Базилианским костёлом. В 1877 году тело перехоронили, так как костёл сильно пострадал из-за землетрясения. Останки Софии её младшая дочь Ольга перевезла в Тальное, где они до сих пор находятся в склепе церкви.

## Наследство Потоцкой
София в своём завещании не забыла никого из своих детей и прислуги, кроме сына Мечислава.
Своим наследникам Потоцкая оставила 60 млн рублей деньгами, не считая дворцов и земель.

## Судьба детей Софии
От двух браков имела шесть детей:
- Иван Осипович Витт (1781—1840) — руководитель российской разведки. Был женат два раза, первый на Юзефине Валевской, ур. Любомирской; второй раз на Каролине Адамовне Собаньской (1794—1885), ур. Ржевуской, сестре Эвелины Ганской и А. А. Ржевуского. Умер в 1840 году, не оставив после себя наследников.
- Александр Потоцкий (1798—1868)— любимец матери, получил в наследство Умань и парк. Выехал в Польшу, принимал участие в восстании за объединение Польши, а после его поражения эмигрировал в Италию. Всё его имущество было конфисковано. Софиевка также. Парк царь подарил царице, после чего парк переименовали в «Царицын сад». Александр умер в возрасте 70 лет, не оставив после себя наследников.
- Мечислав Потоцкий (1799/1800—1876) — император Александр II тайно выпустил его из крепости, где тот содержался в одиночной камере, но официально объявили, что Мечислав бежал. Умер глубоким стариком в Париже, оставив своему сыну Николаю 80 миллионов франков. Николай умер молодым, не оставив после себя детей. На нём и закончилась тульчинская линия рода Потоцких.
- София Потоцкая (1801—1875) — с 1820 года была замужем за графом П. Д. Киселёвым. Рассталась с мужем в начале 1830-х, но не развелась с ним, жила в Париже. Сын Владимир умер в 2 года, других детей они не имели.
- Ольга Потоцкая (1802—1861) — с 1824 года была замужем за Л. А. Нарышкиным, жила и умерла в Париже, оставила единственную дочь Софью (1829—1894) — в замужестве за П. П. Шуваловым (1819—1900).
- Болеслав Потоцкий (1805—1892) — жил в Немирове, занимался благотворительностью в области народного просвещения. Был женат на Марии Александровне Салтыковой (1807—1845), дочери генерал-фельдмаршала А. Н. Салтыкова и внучке сенатора Ю. А. Головкина. У них была дочь Мария (1837/1839—1882), в замужестве за графом Г. С. Строгановым (1829—1910).

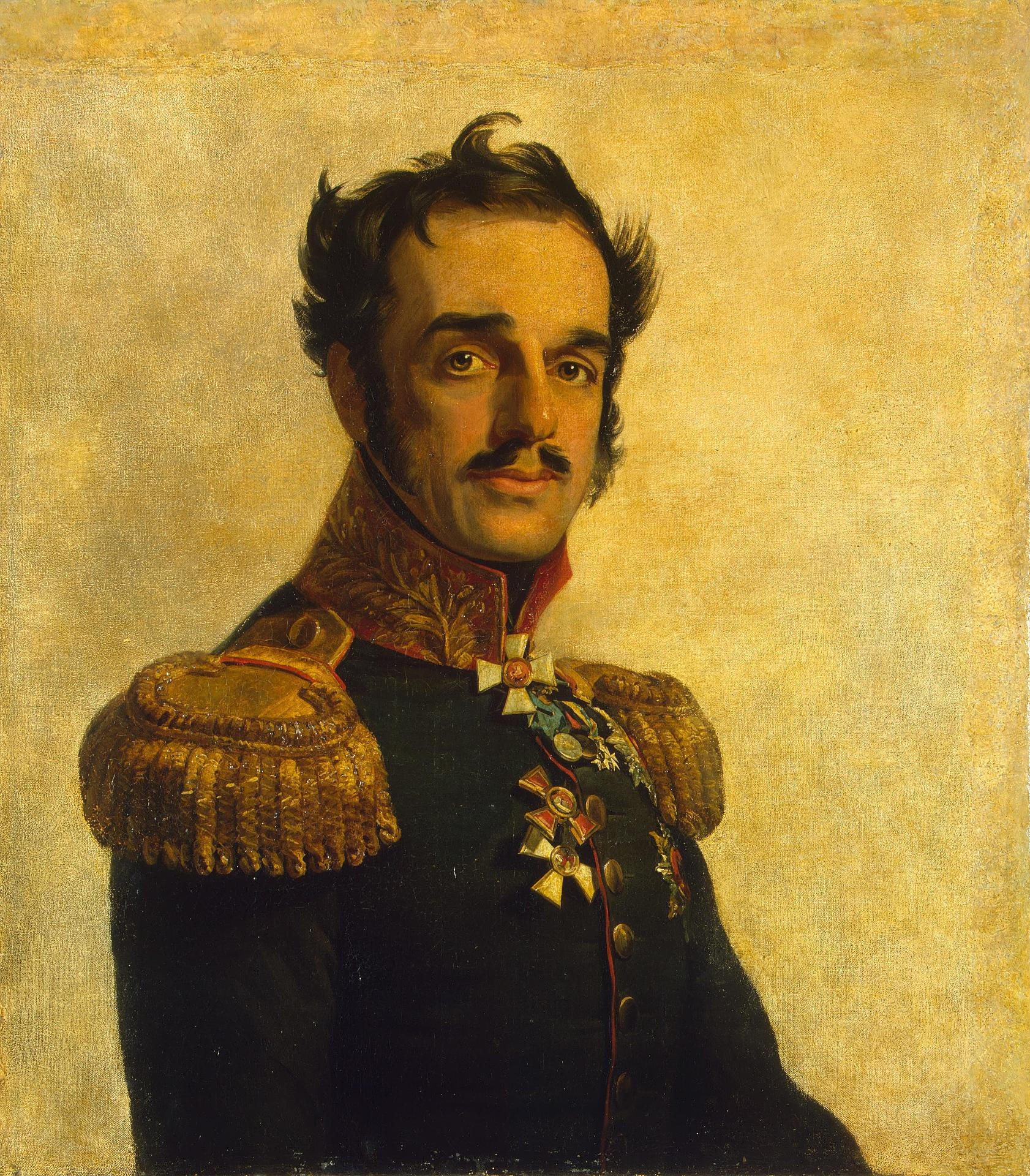
Иван Витт
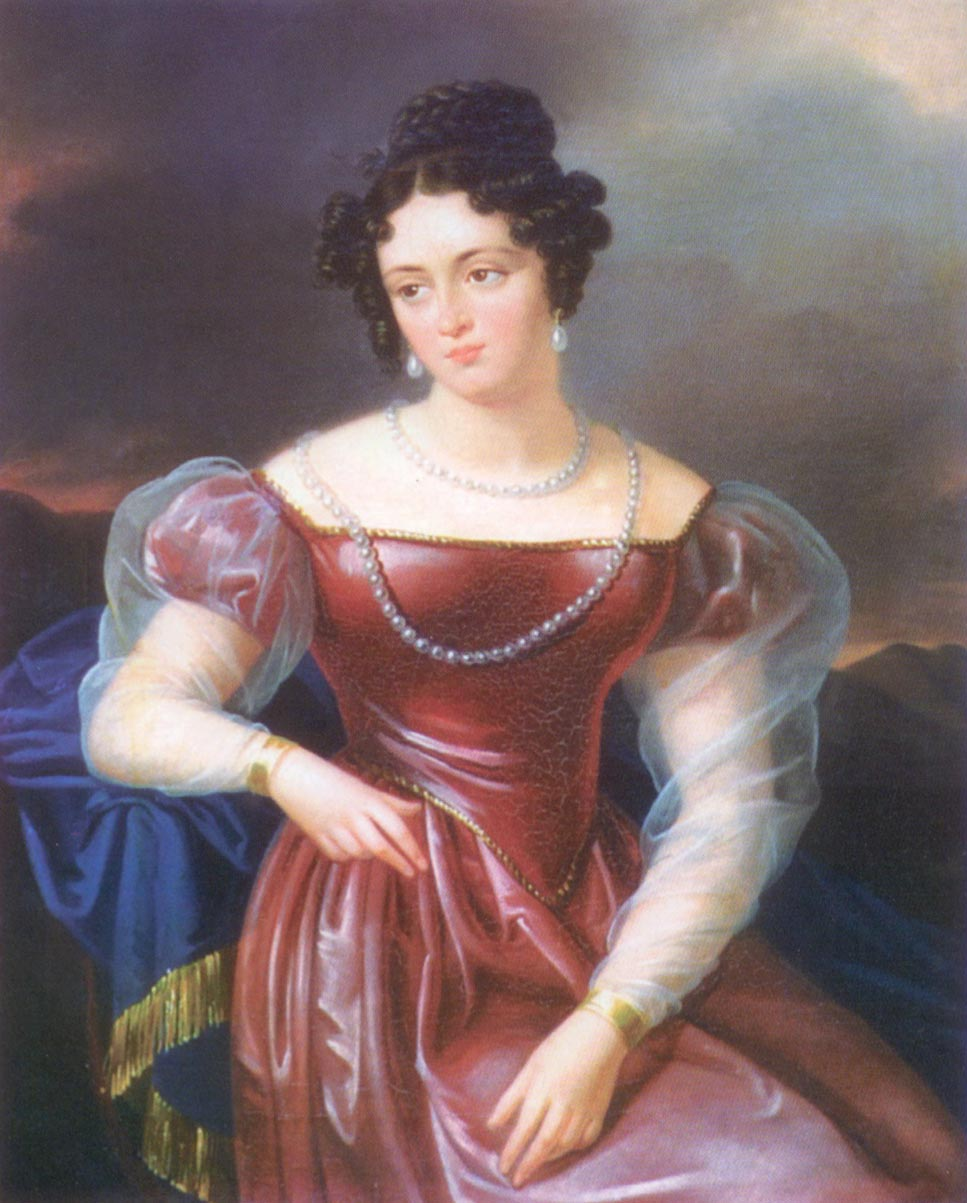
София Станиславовна
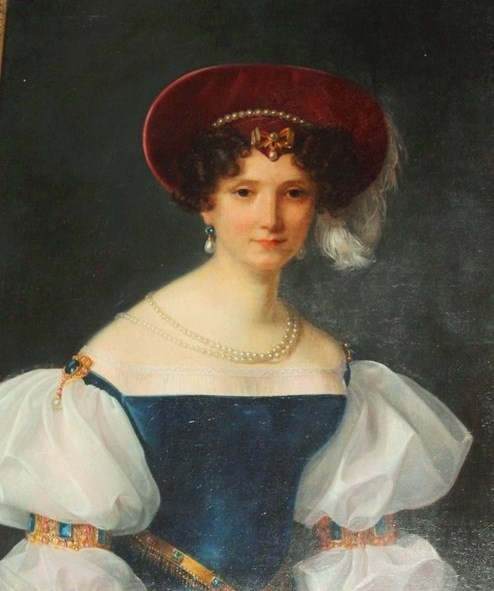
Ольга Станиславовна
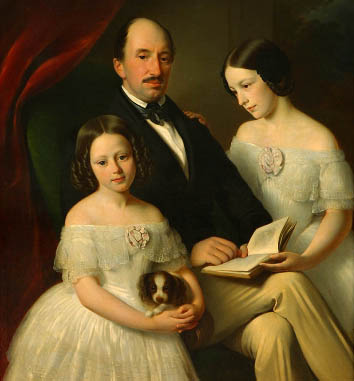
Болеслав с дочерью Марией и воспитанницей Софьей